# Bad Dürkheimer Gondelbahn
Die Bad Dürkheimer Gondelbahn in der pfälzischen Kur- und Kreisstadt Bad Dürkheim (Rheinland-Pfalz) war eine Kleinkabinenbahn, die von 1973 an im Stadtgebiet betrieben wurde und gemäß einer Entscheidung des Bundesverfassungsgerichts 1981 den Betrieb einstellen musste.
Während der Investor und eine Bürgerinitiative sich bemühten, eine Wiederaufnahme des Betriebs zu erreichen, wurden Anfang des Jahres 2000 wesentliche Teile der Anlage durch eine Brandstiftung zerstört, darunter das Gebäude der Bergstation und ein Großteil der Gondeln. Obwohl bis 2017 Baurecht für einen Neubau bestand, blieb die Ungewissheit wegen der hohen Kosten; diese waren 2012 auf 11 Mio. Euro geschätzt worden. Um den Jahreswechsel 2017/2018 wurde, auch weil Zivilklagen befürchtet wurden, das endgültige Aus verkündet.

## Geographische Lage
Die Gondelbahn führte vom auf einer Höhe von etwa 116 m ü. NHN (⊙) gelegenen Gelände des Dürkheimer Wurstmarkts, den Brühlwiesen, in nordwestlicher Richtung hinauf auf knapp 300 m Höhe (⊙) fast bis zum Gipfel des 317 m hohen Teufelssteins in der Haardt. Von der Stadt aus lagen links der Trasse die Kulturdenkmäler Heidenmauer, ein keltischer Ringwall, und Kriemhildenstuhl, ein Steinbruch aus der Römerzeit, rechts das Naturschutzgebiet Nr. 7332-175 Haardtrand – Am Schlammberg.

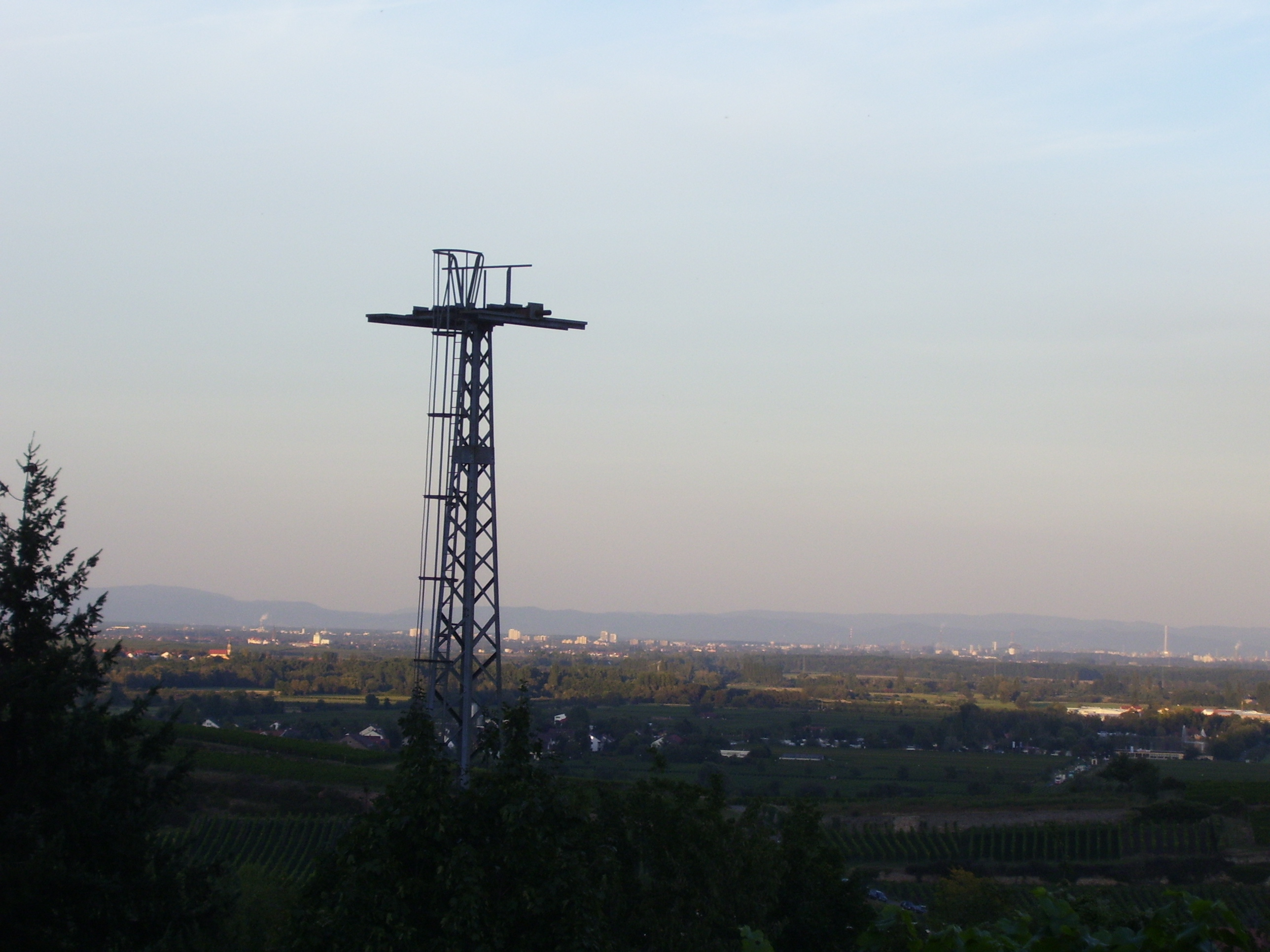
Stütze Nr. 4 – letzte nicht abgerissene Stütze
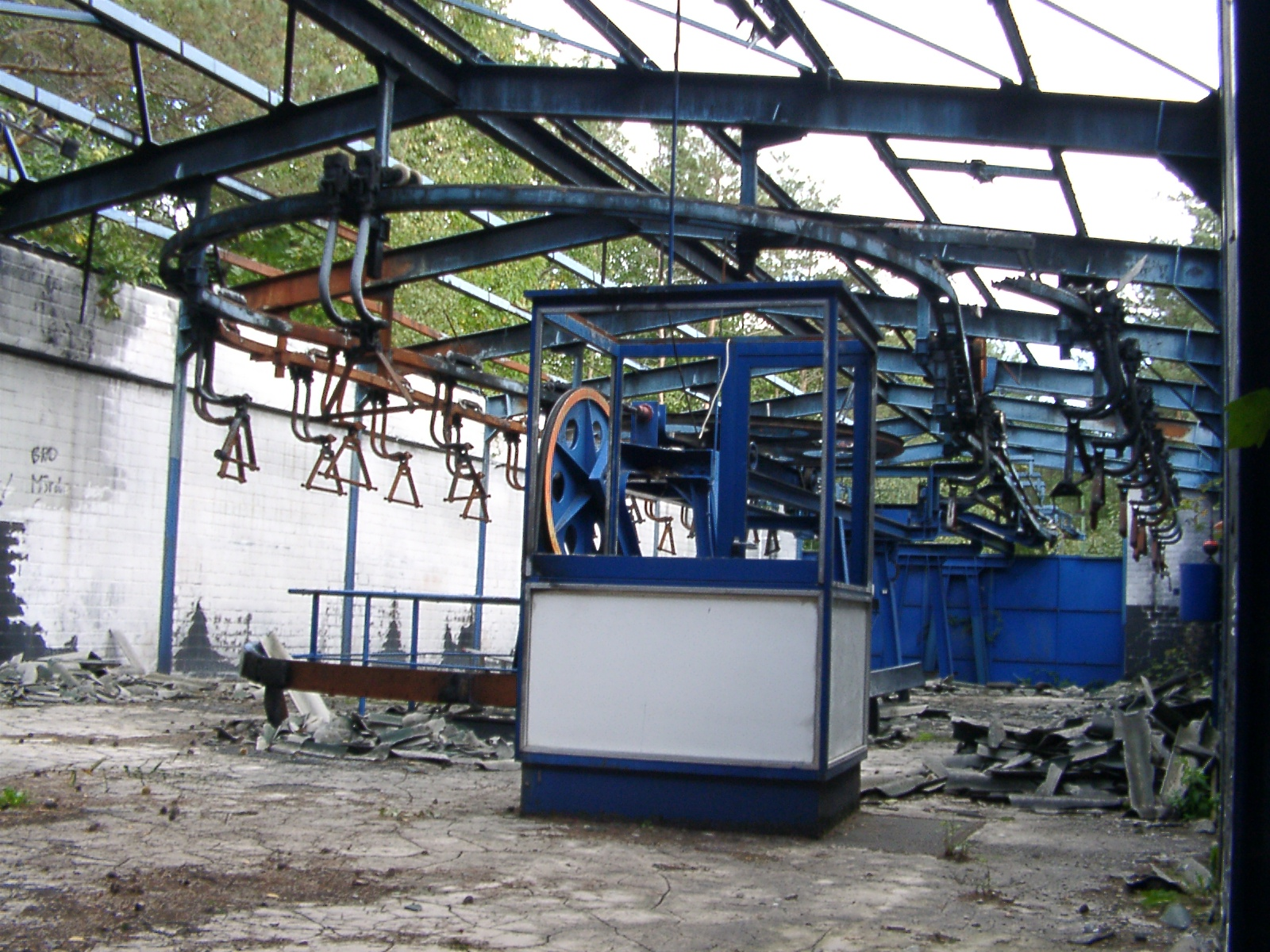
2004: Im Jahr 2000 ausgebrannte Bergstation
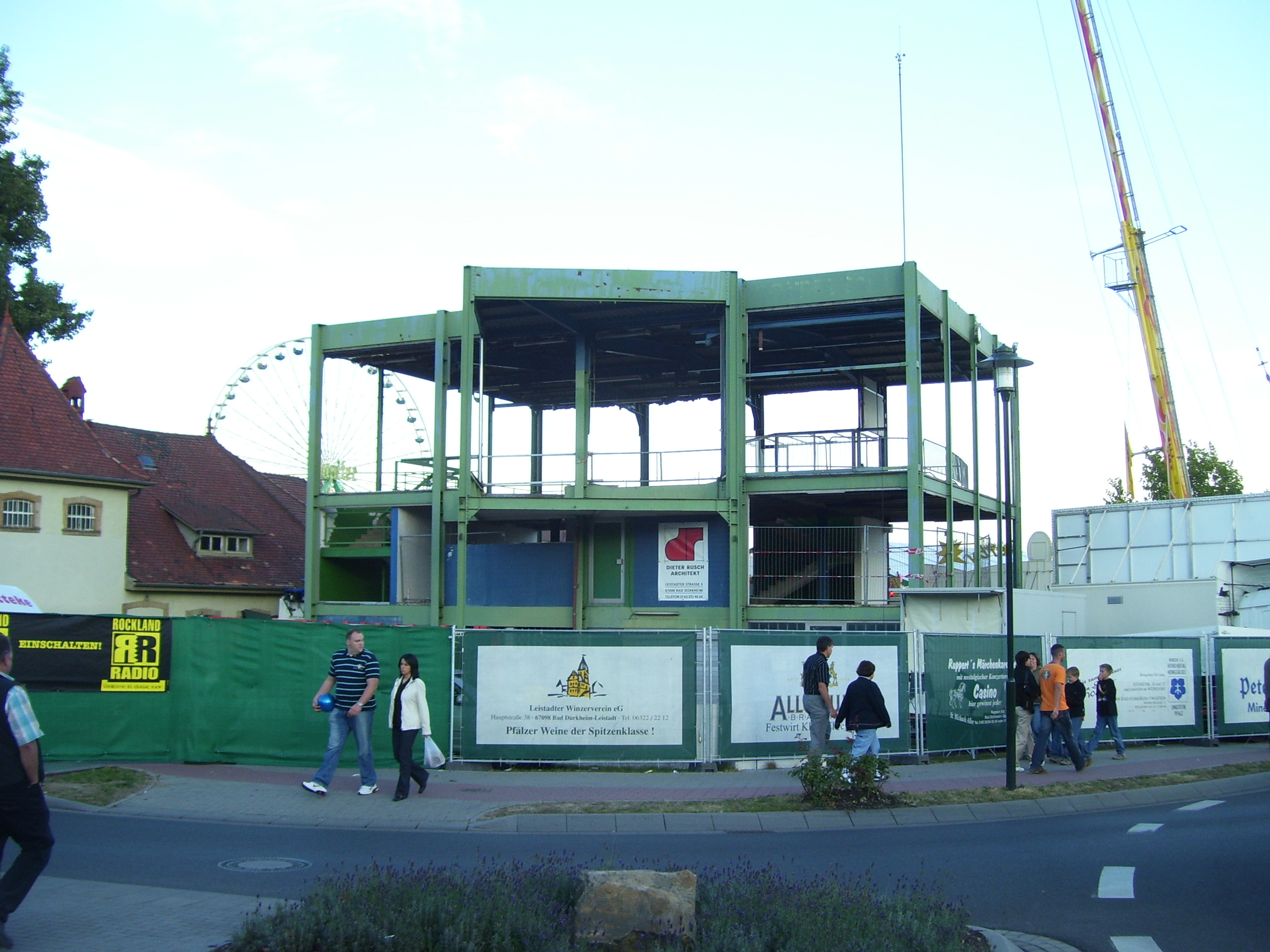
Talstation 2007

## Baugeschichte
| Technische Daten (bis 1981) | Technische Daten (bis 1981) |
| --------------------------- | --------------------------- |
| Streckenlänge               | etwa 1270 m                 |
| Höhenunterschied            | etwa 180 m                  |
| Förderseil-Durchmesser      | 26 mm                       |
| Anzahl der Stützen          | 8                           |
| Fahrgeschwindigkeit         | 3 m/s                       |
| Fahrzeit                    | etwa 7 Min.                 |
| Anzahl der Wagen            | 43                          |
| Förderleistung je Richtung  | 650 Personen/Stunde         |
| Betriebszeitraum            | 1973–1981                   |
| Beförderte Fahrgäste        | etwa 2 Millionen            |
| Hersteller                  | PHB Köln                    |

### Vertragsabschluss
Im Jahr 1964 schlossen der Unternehmer Peter Schwab und die Stadt Bad Dürkheim einen Gesellschaftsvertrag über die Gründung der Dürkheimer Gondelbahn GmbH. Ziel war der Bau einer Gondelbahn vom Wurstmarktplatz hinauf zum Teufelsstein. Es sollten eine Tal- und eine Bergstation sowie acht Stützen errichtet werden.

### Enteignungsverfahren
Zur Verwirklichung des Vorhabens bemühte sich die Dürkheimer Gondelbahn GmbH, auf der Fahrstrecke liegende Grundstücke entweder zu erwerben oder zumindest mit entsprechenden Grunddienstbarkeiten zu belasten. Da dies nicht in vollem Umfang gelang, beantragte die GmbH bei der Bezirksregierung der Pfalz die Enteignung derjenigen Eigentümer, die sich weigerten, Grundstücke zu verkaufen oder Dienstbarkeiten einzuräumen. Hierbei stützte sie sich auf das damals noch geltende Bayerische Gesetz über die Enteignung aus Gründen des Gemeinwohls in der Fassung vom 9. Dezember 1943.
Zur Entscheidung über die Enteignung legte die Bezirksregierung den Antrag dem Ministerium des Innern des Landes Rheinland-Pfalz vor. Dieses war – ebenso wie auch die Bezirksregierung – der Auffassung, dass die Enteignungen nicht dem Gemeinwohl dienten und ihnen der Grundsatz der Verhältnismäßigkeit entgegenstehe. Hierauf lehnte die Landesregierung die vorgelegten Anträge auf Enteignung ab. Die Dürkheimer Gondelbahn GmbH machte hiergegen keinen Rechtsbehelf geltend, so dass die Ablehnung Rechtskraft erlangte.
Die Stadt Bad Dürkheim unternahm einen weiteren Versuch, indem sie einen Bebauungsplan genehmigte, der die Trasse der Gondelbahn auswies. Doch die Bezirksregierung gelangte zu der Auffassung, dass der Bebauungsplan nicht genehmigungsfähig sei; er wurde daraufhin aufgehoben.
Die Vorlage eines weiteren – dem ersten im Wesentlichen entsprechenden – Bebauungsplans führte zwar zunächst wieder zu Bedenken der Bezirksregierung, die aber nach Beratung mit der Stadt ausgeräumt werden konnten. Im Februar 1968 beantragte daraufhin die Dürkheimer Gondelbahn GmbH – diesmal nach den Vorschriften des Bundesbaugesetzes – die zwangsweise Belastung der betreffenden Grundstücke mit Grunddienstbarkeiten. Die Bezirksregierung machte zunächst Bedenken gegen die Zulässigkeit solcher enteignungsgleicher Eingriffe geltend, doch der Regierungspräsident ordnete eine weitere Prüfung an. Diese kam zum Ergebnis, dass die Eingriffe zulässig seien. Demzufolge wurden die Grundstücke der betroffenen Eigentümer durch einen Enteignungsbeschluss vom 21. November 1968 mit persönlichen Dienstbarkeiten belastet. Der Dürkheimer Gondelbahn GmbH wurde das Betreten und Befahren der betreffenden Grundstücke erlaubt, um dort die für Betrieb, Unterhaltung, Änderung und Erneuerung erforderlichen Arbeiten vornehmen zu können. Die Eigentümer wurden entsprechend entschädigt.
Anschließend begann der Bau der Kabinenbahn, der von 1969 bis 1973 dauerte. 1973 wurde der Fahrbetrieb eröffnet.

### Rechtsstreit vor den ordentlichen Gerichten
1969 stellten elf von der Enteignung betroffene Eigentümer Antrag auf gerichtliche Entscheidung nach den §§ 157 ff. des Bundesbaugesetzes.
Das Landgericht Frankenthal (Pfalz) gab den Antragstellern in erster Instanz mit der Begründung Recht, die Enteignungen seien nicht aus Gründen des Allgemeinwohls erforderlich gewesen. Auf die Berufung der Dürkheimer Gondelbahn GmbH hob das Oberlandesgericht Zweibrücken in zweiter Instanz das Urteil des Landgerichts auf und bestätigte die Enteignungsverfügungen. Die hiergegen gerichtete Revision der Grundstückseigentümer wurde vom Bundesgerichtshof in Karlsruhe in dritter Instanz per Beschluss und ohne Begründung verworfen.

### Urteil des Bundesverfassungsgerichts
Gegen die Enteignungsbeschlüsse, die Entscheidung des Oberlandesgerichts Zweibrücken und den Beschluss des Bundesgerichtshofes erhoben die Grundstückseigentümer Verfassungsbeschwerde zum Bundesverfassungsgericht in Karlsruhe. Die Beschwerdeführer stützten sie auf die Verletzung von Artikel 14 Absatz 3 Satz 2 des Grundgesetzes sowie in einem Fall auf die Verletzung von Artikel 3 Absatz 1 und Artikel 103 Absatz 1 des Grundgesetzes.
Mit Urteil vom 10. März 1981 hob das Bundesverfassungsgericht die Enteignungsbeschlüsse sowie die Entscheidungen des Oberlandesgerichts Zweibrücken und des Bundesgerichtshofs wegen Verstoßes gegen Artikel 14 Absatz 1 Satz 1 des Grundgesetzes auf. Dem Urteil legte das Verfassungsgericht im Wesentlichen die Erwägung zugrunde, dass eine Enteignung einzelner Bürger im Interesse eines privaten Wirtschaftsunternehmens jedenfalls dann unzulässig sei, wenn nicht zusätzlich gewichtige Gründe des Gemeinwohls vorlägen. Ferner erklärte es die Anwendung des Bundesbaugesetzes für rechtswidrig, da der Landesgesetzgeber eigene Regelungen getroffen habe, die an Stelle des Bundesbaugesetzes hätten angewendet werden müssen.
Nach dem Urteil des Bundesverfassungsgerichts wurde der Betrieb der Gondelbahn im Jahr 1981 eingestellt.

### Versuchter Neustart und Aus

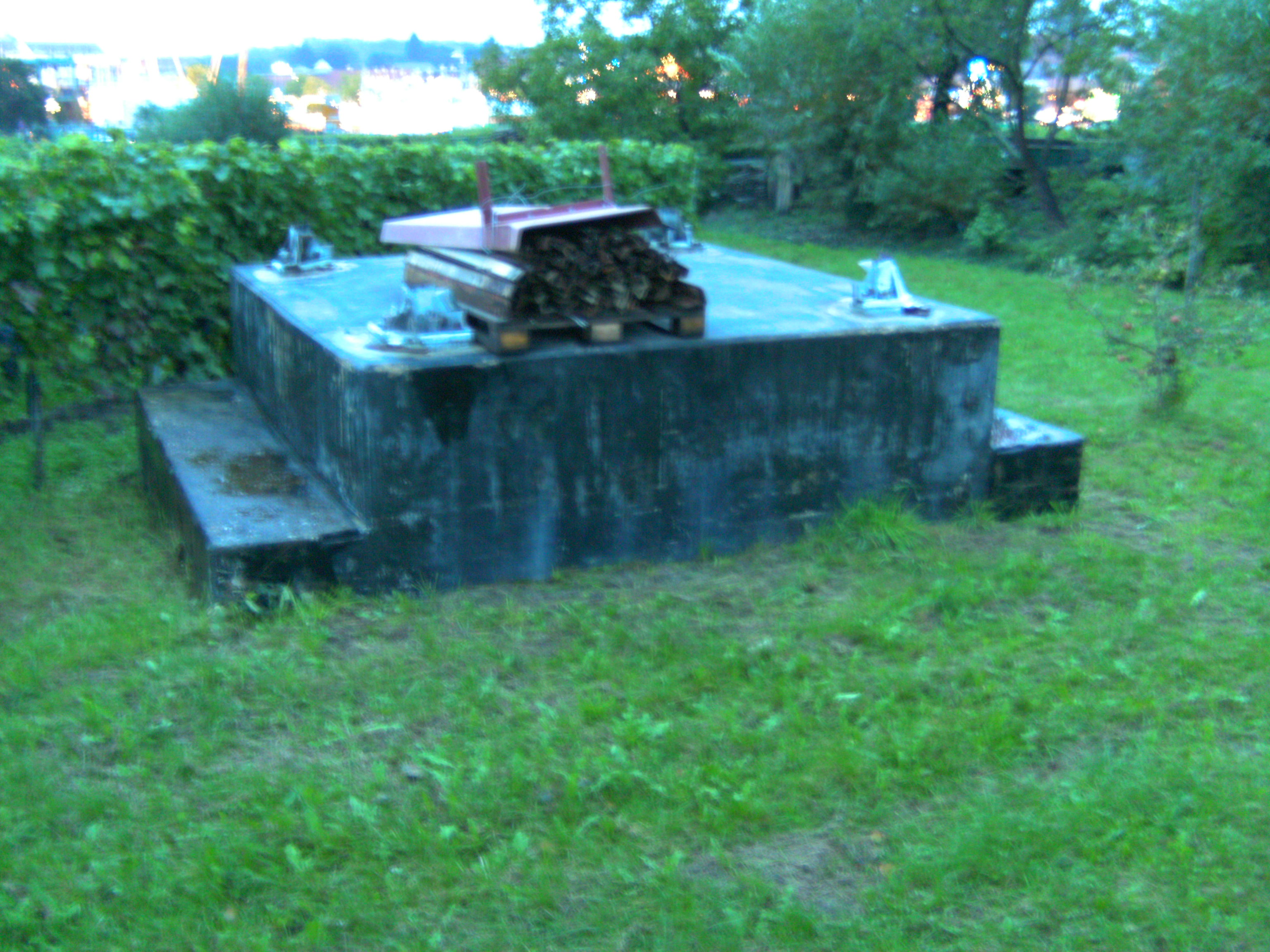
Standort der einstigen Stütze 2 am 13. September 2008

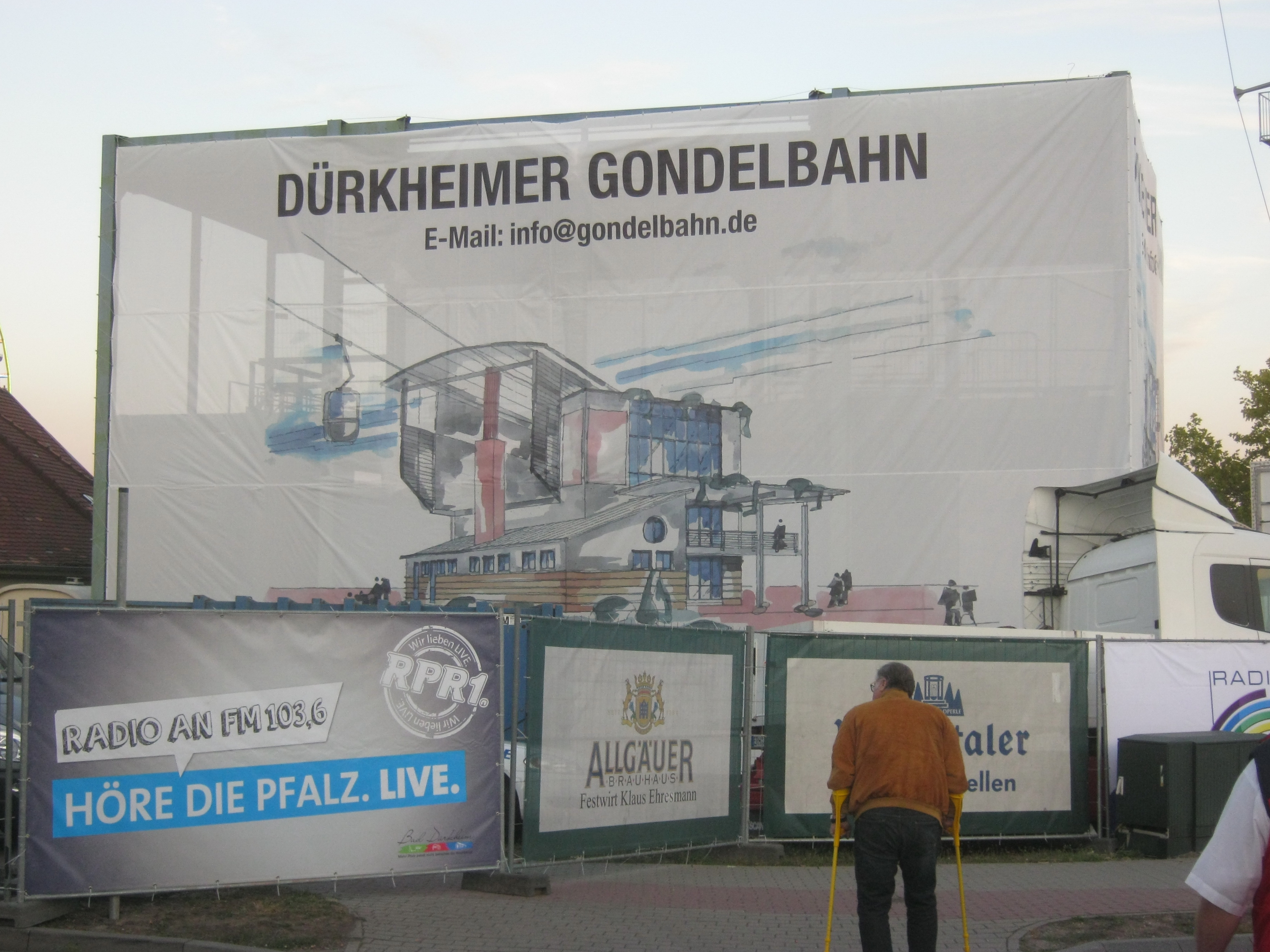
Talstation im Jahr 2015 mit werbender Verhüllung zwecks Neuanfang

Im Januar 2000 brannten infolge von Brandstiftung die Bergstation sowie ein Großteil der Kabinen aus. 2001 konnte der ursprüngliche Betreiber Grunddienstbarkeiten für sämtliche zu „überfliegenden“ Grundstücke erwerben. Er strebte zusammen mit der Bürgerinitiative Pro Gondelbahn eine Wiederinbetriebnahme der Bahn zu touristischen Zwecken an. Im Hinblick darauf wurden 2005 die Stützen – mit Ausnahme der Stütze 4 – abgebaut, um einer modernisierten Bahn den Weg freizumachen. Der Landesbetrieb Straßen und Verkehr, heute Landesbetrieb Mobilität Rheinland-Pfalz, erteilte im Dezember 2006 die Genehmigung zum Neubau der Anlage. Der Betreiber kündigte an, die Gondeln sollten erstmals wieder zum Dürkheimer Wurstmarkt 2008 verkehren.
Doch die Vorbereitungen kamen zum Stillstand, weil der Betreiber eine Garantie des Landes verlangte, dass das zu überfliegende Gebiet in den nächsten Jahren nicht zum Naturschutzgebiet erklärt werde. Das Land verwehrte diese Garantie. Weiterhin stritt der Betreiber auch mit seiner Versicherung über eine Entschädigung in Höhe von 5 Mio. Euro für die im Jahre 2000 ausgebrannte Bergstation. Bei einem Gerichtstermin im September 2010 in Berlin sollte hierüber entschieden werden; zu dieser Entscheidung kam es jedoch nicht. Die Versicherung ersetzte lediglich den Zeitwert und nicht den Neuwert der Bergstation. Die Genehmigung zum Wiederaufbau (der anfangs etwa 6,5 Mio. Euro kosten sollte) der Gondelbahn war zunächst bis März 2012 befristet. Bis zu diesem Zeitpunkt hatte der Investor die Talstation zu entkernen und die Trasse ausreichend freizuschlagen.
In der Folge verlängerte der Landesbetrieb Mobilität in Koblenz die Baugenehmigung bis zum Frühjahr 2017. Die Kosten für den gesamten Neuaufbau wurden mittlerweile auf 11 Mio. Euro geschätzt. Inzwischen nahm in Bad Dürkheim der Widerstand gegen die Bauruine zu.
Zum Neujahrsempfang 2017 verkündete der Bürgermeister Christoph Glogger, die Stadt wolle noch im Laufe des Jahres eine Entscheidung entweder zum Wiederaufbau oder zum endgültigen Abriss herbeiführen. Der bisherige Betreiber einigte sich mit der Stadt wie folgt: Sofern die Stadt einen geeigneten Investor gewinnen kann, sollen sämtliche Grundstücke und Rechte, die zum Betrieb der Gondelbahn nötig sind, an den Interessenten verkauft werden. Über eine Kaufsumme wurden keine Angaben gemacht. In der Stadtratssitzung vom 29. August 2017 wurde schließlich bei einer Gegenstimme der Beschluss gefasst: „Der Stadtrat benennt die Investorengruppe Mathias Hensel und Dr. Burkhard Wagner als Angebotsempfänger für den Kaufvertrag vom 26. Juni 2017 mit Herrn Peter Schwab, Bad Dürkheimer Gondelbahn GmbH.“ Hensel wurde bezüglich der geplanten Inbetriebnahme zitiert, sein Traumziel für die Inbetriebnahme sei Ostern 2019.
Im Dezember 2017 gab die Investorengruppe den Wiederaufbau auf. Zu hoch seien die Anforderungen des Naturschutzes und das Risiko, dass es zu Klagen gegen die Neuanlage komme. Zudem fehlten noch Zustimmungen von Grundstückseigentümern unterhalb der Trasse. Am 24. März 2018 begannen die Abrissarbeiten an der Talstation, welche im selben Jahr abgeschlossen wurden.